# Luftangriff auf Lleida am 2. November 1937
Gijón –
Oviedo –
Alcázar von Toledo –
Mérida –
Badajoz –
Guipúzcoa –
Mallorca –
Sierra Guadalupe –
Talavera de la Reina –
Madrid –
Straße nach Coruña –
Málaga –
Jarama –
Guadalajara –
Krieg im Norden (Durango, Guernica, Santander) –
Brunete –
Belchite –
Teruel –
Cabo de Palos –
Aragon –
Ebro –
Katalonien
Der Luftangriff auf Lleida am 2. November 1937 durch Kampfflugzeuge der italienischen Aviazione Legionaria war eine militärische Operation gegen die katalanische Stadt Lleida während des spanischen Bürgerkrieges.
Mit 210 Todesopfern war er in Katalonien der verheerendste Luftangriff des gesamten Jahres 1937.

## Der Luftangriff
Über viele Jahre wurde der Luftangriff der deutschen Legion Condor zugeschrieben. Erst 2011 wurde die Frage von der spanischen Geschichtswissenschaft endgültig geklärt: Die Operation wurde von neuen italienischen SM.79-Flugzeugen durchgeführt, die aus Soria starteten. Ihr ursprüngliches Ziel stellte das elektrochemische Kraftwerk im Dorf Flix (Ribera d’Ebre) dar, welches jedoch an diesem Tag von Wolken verdeckt war. Daraufhin warfen die italienischen Kampfflugzeuge ihre sieben Tonnen Bomben über Lleida ab.
Der Sirenenalarm versagte, weshalb der Luftangriff die Stadtbewohner völlig überraschend traf. Italienische Aufzeichnungen geben zwar bombardamento de ponti e fabricati di Lérida („die Bombardierung von Lleidas Brücken und Fabriken“) als Ziel an. Jedoch betonen spanische Historiker, dass sich der Luftangriff tatsächlich auf den zentralsten Teil der Stadt konzentrierte. Die Bomben trafen binnen weniger Minuten die Schule Liceu Escolar, wo mehr als sechzig Schüler im Alter von 9 bis 13 Jahren unter den Gebäudetrümmern begraben und getötet wurden. Ebenfalls getroffen vom Luftangriff wurden der örtliche Markt Sant Lluís, das Gebäude der spanischen Bank sowie zahlreiche Häuser entlang der Hauptstraße und der Blondel-Allee. Vom Bombenangriff getötet wurden auch einige ältere Menschen, die sich gerade bei der örtlichen Brücke sonnten, sowie alle Passagiere eines von einer Bombe getroffenen Busses.

## Opferzahl
Eine Rekonstruktion der Opferzahl erwies sich als schwierig, da die Franquisten nach ihrem Sieg im Bürgerkrieg die Totenregister, Archivmaterial und Zeitungsartikel verschwinden ließen, welche die Namen der Opfer auflisteten. Im Jahr 1991 veröffentlichte der spanische Historiker Mèrce Barallat i Barés in seinem Buch La repressió a la postguerra civil a Lleida (1938–1945) schließlich eine Liste mit 210 Todesopfern.
Damit war der Luftangriff auf Lleida im November der verheerendste, der während des gesamten Jahres 1937 auf eine katalanische Stadt verübt wurde.